# Vladimír Dostál
Vladimír Dostál (* 2. Oktober 1930 in Česká Skalice, Okres Náchod; † 19. Januar 1975 in Prag) war tschechoslowakischer Literaturhistoriker, Literaturkritiker und Übersetzer.

## Leben
Nach seinem Abitur in Jaroměř (1949) studierte Vladimír Dostál Tschechisch und Philosophie an der Karlsuniversität Prag. Während seines Studiums verbrachte er einen Stipendium-Aufenthalt in Moskau, sein Studium beendete er 1963. Danach war er am Maxim-Gorki-Literaturinstitut in Moskau tätig, ab 1957 arbeitete er als stellvertretender Leiter des Lehrstuhls für Theorie und Geschichte der Literatur an der Politischen Hochschule des Zentralkomitees der KPTsch (Parteihochschule) in Prag. Ab 1967 arbeitete er am Institut für Tschechische Literatur der Akademie der Wissenschaften der Tschechischen Republik als Abteilungsleiter für Literaturtheorie.
Als Literaturhistoriker und Theoretiker polemisierte Dostál mit Vertretern des Strukturalismus und positionierte sich als überzeugter Anhänger des Sozialistischen Realismus. Thematisch beschäftigte er sich mit der Zwischenkriegszeit, besonders mit der tschechischen literarischen Avantgarde, ferner mit der marxistischen Kritik und Ästhetik und mit der sowjetischen Literatur. 

## Veröffentlichungen (Auswahl)
- Hálek sociální, Československý spisovatel, Prag 1951
- Slovo a čin, Profil, Ostrava 1972
- Směr Wolker, Mladá Fronta, Prag 1975
- V tomto znamení, Melantrich, Prag 1975
- S realismem na křižovatce, Československý spisovatel, Prag 1975 (Sammelband mit eigenen Abhandlungen zum Thema sozialistischer Realismus)

Vladimír Dostál publizierte in zahlreichen Zeitschriften wie Kulturní politika, Literární noviny, Tvorba, Nový život, Kultura, Kulturní tvorba, Česká literatura, Estetika, Květen, Impuls, Nová mysl, Praha–Moskva, Tribuna, Romboid, ferner Inostrannaja literatura und Znamja (beide Moskau).